# Monti del Ladakh
I monti del Ladakh sono una propaggine sud-orientale del Karakoram (Asia centro-meridionale). 
Si allungano verso sud-est per circa 370 km dalle sorgenti dello Shyok nei Territori del Nord (il settore della regione del Kashmir amministrato dal Pakistan), attraversano il territorio del Ladakh (la porzione del Kashmir amministrata dall'India), e terminano lungo il confine con la regione autonoma cinese del Tibet. Con una linea di creste di circa 6100 m di altitudine, la catena corre parallela lungo la sponda nord-orientale dell'Indo.
I monti del Ladakh sono costituiti da rocce granitiche di batolite del Ladakh, e sono compresi tra la zona di sutura dello Shyok a nord e la zona di sutura dell'Indo a sud. Il clima è semi-arido, e le temperature massime possono superare i 30 °C in estate lungo i versanti inferiori e scendere ben oltre gli 0 °C in inverno al di sopra dei 4000 m circa. La vegetazione è scarsa, ed è limitata soprattutto a basse erbe e cespugli. L'altopiano di Deosai, situato a sud-ovest dell'Indo nel Kashmir sotto amministrazione pakistana, viene talvolta considerato parte di questa catena.